# Collégiale Saint-Barnard de Romans-sur-Isère
La collégiale Saint-Barnard de Romans-sur-Isère est une ancienne collégiale située à Romans-sur-Isère fondée en 838 par Saint Barnard sur les bords de l'Isère.
La collégiale fait l’objet d’un classement au titre des monuments historiques par la liste de 1840, complété par un classement en 1942 pour le classement des parcelles des abords de l'église.

## Historique de l'église
Barnard, archevêque de Vienne, construisit en 838 une abbaye bénédictine en rive droite de l’Isère, près d’un gué très fréquenté. Il dédia son monastère à Saint Pierre et Saint Paul. Barnard meurt en 842. Il a été canonisé en 944. Le nom de Saint-Barnard va progressivement s'imposer.
En 860, l’abbaye a été dévastée par les Normands pendant leur raid dans la vallée du Rhône. Elle est reconstruite à partir de 908 par l'abbé David qui a été installé par l'archevêque de Vienne Alexandre. La reconstruction est poursuivie par l'abbé Fortunius et n'est toujours pas terminée en 917. 
Des hostilités vont apparaître entre l'archevêque de Vienne Sobon et les moines de l'abbaye. L'archevêque envoie des troupes à Romans sous la direction de Silvion de Clérieu. Ces troupes pillent et incendient le monastère vers 932, ce qui a valu à Silvion de Clérieu le surnom de Silvion l'Incendiaire. En 932, Silvion doit se rendre à Rome et faire pénitence comme l'écrit un bref du pape Jean XI. Il doit reconstruire l'abbaye et libérer 60 serfs. Silvion s'est probablement emparé d'une partie du domaine de l'abbaye et n'a jamais reconstruit l'abbatiale. Entre 932 et 939, probablement à l'initiative de l'archevêque de Vienne, les moines sont remplacés par un chapitre de chanoines réguliers ayant à leur tête l'abbé Rainulphe. On a dû procéder, dès 944, à l'élévation des reliques de saint Barnard qui ont été placées dans une châsse d'argent à gauche de l'autel majeur dédié aux saints apôtres. De nombreux miracles se produisant devant son tombeau, la collégiale est devenue un lieu de pèlerinage.
En 1025, l'arrière-arrière-petit-fils de Silvion l'Incendiaire, Léger, est devenu abbé de Saint-Barnard, et en 1031 archevêque de Vienne. La charte du 23 novembre 1025 concernant son élection et se trouvant dans le cartulaire de Saint-Barnard, indique que Léger est le fils de Guillaume et Fides. Cette charte montre aussi que l'abbaye est un fief de la famille de Clérieu qui possède tous les revenus et tous les droits qui lui sont attachés. À l'occasion de cette élection, Guillaume de Clérieu, père de Léger, a abandonné ses droits sur la ville de Romans au profit de son fils. À partir de cette date, l'archevêque de Vienne a été de droit abbé de Saint-Barnard. L'archevêque et abbé Léger (1025-1070) a fait construire un pont sur l'Isère, appelé aujourd’hui « Pont Vieux », permettant le développement de la ville. Deux incendies ont ravagé Romans pendant son abbatiat. Il est probable qu'il a dû aussi reconstruire l'abbatiale. En 1049, il autorise le chapitre à édifier un cloître contre le flanc sud de l'abbatiale et des maisons à l'ouest de l'église pour le personnel ne vivant pas en commun dans l'enclos. 
L’un de ses successeurs, Étienne, subit l’incendie du monastère et de la ville par Guigues, Dauphin, comte d’Albon, en 1134.
Les vestiges romans aujourd’hui visibles datent de la reconstruction immédiatement postérieure. Cependant une partie des murs incendiés en 1134 furent conservés dans la nef et probablement noyés derrière un nouveau parement que l’on voit aujourd’hui.
Au XIIIe siècle (à partir de 1238 environ), l’archevêque Jean de Bernin fit construire les parties gothiques du transept et du chœur, en beau style para-chartrain dit aussi « gothique bourguignon ». À la fin du XIIIe siècle, on construisit une chapelle au sud du chœur, au XIVe siècle la chapelle Saint Étienne, puis d’autres encore au XVe siècle.
L'église fut endommagée au cours des guerres de religion, en 1562 (saccage par le Baron des Adrets) et en 1567 par les bandes de Cardé et de Geyssans qui ont parachevé la ruine en mettant à bas les voûtes et les clochers. François de Belleforest est venu à Romans en 1572 et a signalé que la collégiale Saint-Barnard est ruinée comme les autres églises de Romans. Si les moines estiment à 200 000 livres le coût des dégâts de la seule église Saint-Barnard, les prix-faits et les vestiges des peintures gothiques permettent de montrer que des voûtes du transept ont résisté. Une première série de travaux pour mettre l'église hors d'eau sont exécutés entre 1574 et 1583. Les faibles moyens financiers du chapitre ont fait que sa reconstruction a été lente et ne commença qu’en 1652 à l’initiative d’un grand bâtisseur : Charles de Lionne, sacristain de la collégiale et principal personnage du chapitre après l’abbé. Les travaux furent conduits progressivement du chœur vers la nef et s’achevèrent en 1720 avec l’élégante tribune qui attendit jusqu’en 1843 l’installation des orgues.
La Révolution endommagea de nouveau l’église ainsi que le cloître roman du XIe siècle qui avait déjà probablement été reconstruit au XIIe siècle. On vendit à des particuliers des parties du cloître, des chapelles et le vieux clocher.
Église classée en 1840 par Mérimée; celui-ci ne put empêcher les édiles municipaux de faire détruire le cloître pour construire le quai de l’Isère. Il ne réussit à sauver que momentanément la galerie nord. La mairie de l'époque contourna le Service des Monuments Historiques  et obtint la destruction de la galerie subsistante en 1863, grâce à des appuis en haut lieu.
Le Pont Vieux fut dynamité en 1940 et l’explosion souffla les vitraux de la collégiale.

## Éléments architecturaux

### Vue d'ensemble
- Le clocher, haut de 36 m, est flanqué d’une tour d’escalier hexagonale, qui permet d’accéder aux 4 cloches (dont une de 1610)
- La première travée de la nef dont le bas est roman (arcatures en plein cintre, minces contreforts)
- Tout le reste de l'édifice est gothique : grandes baies à triple lancette de la nef et du transept, ouvertures de style flamboyant de la chapelle latérale (chapelle du Saint Sacrement) et du haut du clocher
- Le matériau utilisé est la molasse locale de couleur jaunâtre, très esthétique mais aussi très friable. Les restaurations récentes ont été réalisées en moellons plus blancs.
- Le parement roman est visible au sud-ouest ; le mur était renforcé par des arcs de décharge sous lesquels s’ouvraient des fenêtres en plein-cintre, depuis longtemps bouchées.

### La façade

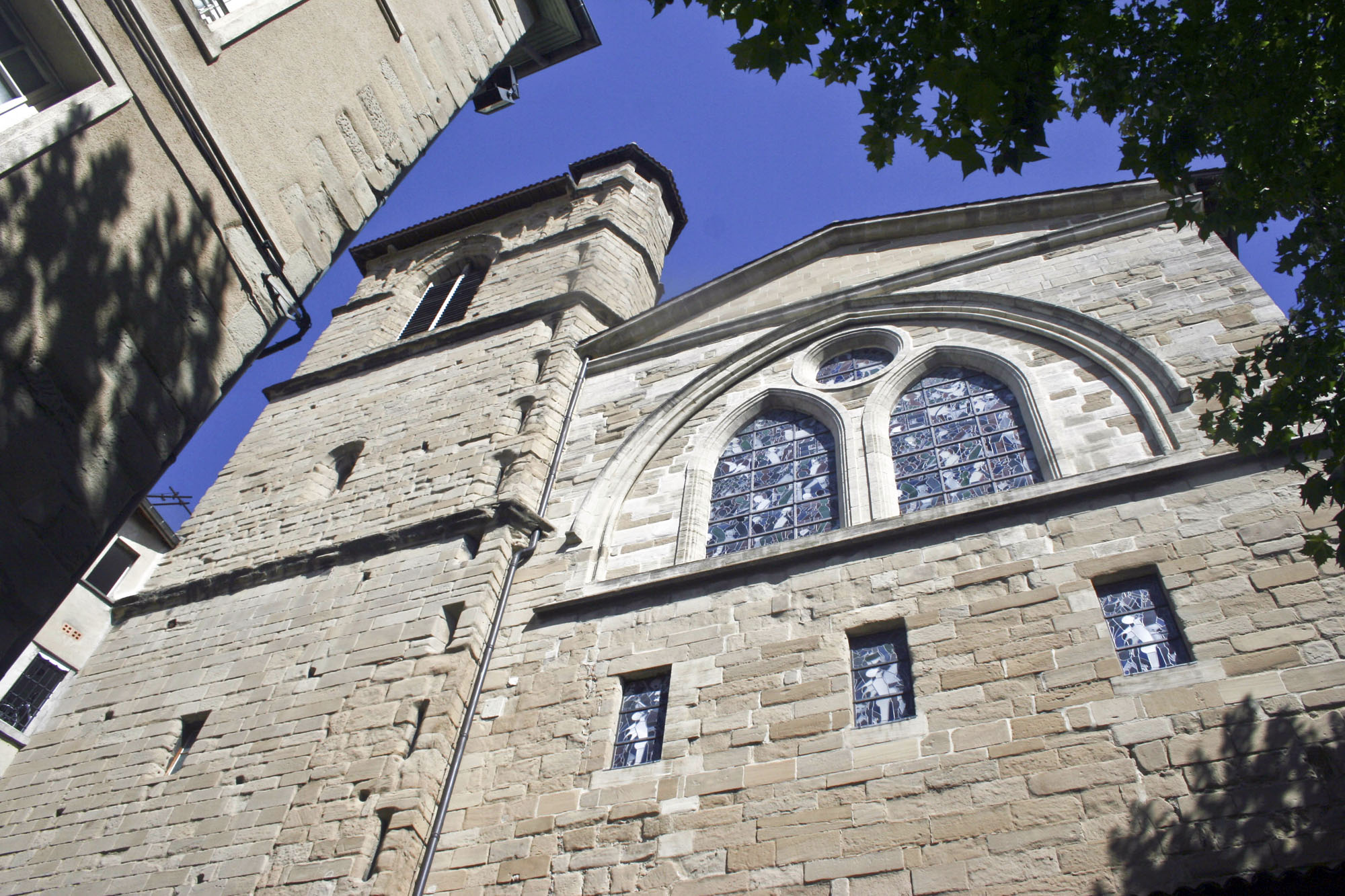
La façade et le clocher

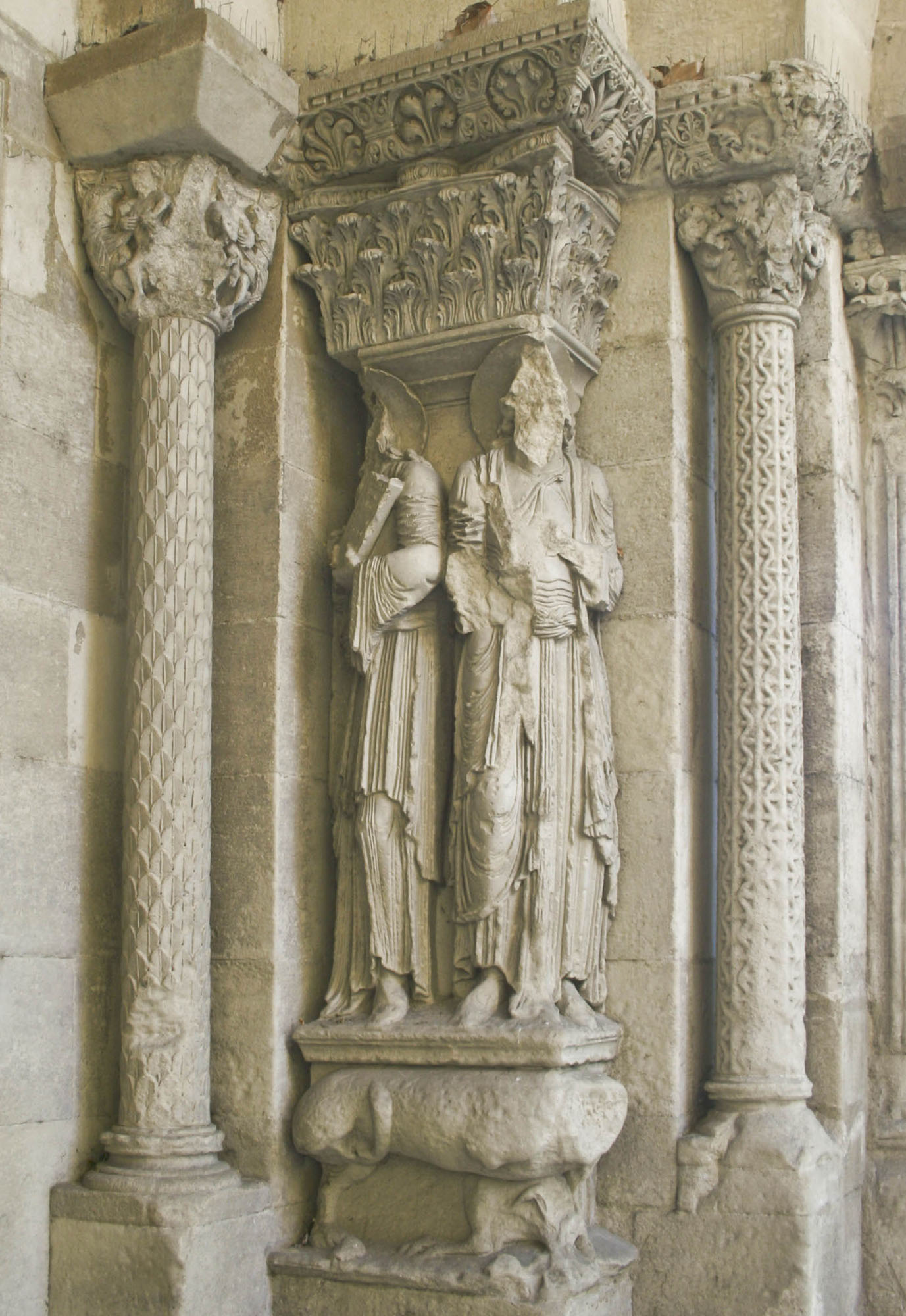
Sculptures du portail

Parfaitement symétrique, elle permet de bien apprécier le matériau et la disposition roman/gothique en hauteur. Un auvent repose sur le départ d’un porche disparu. À l’angle nord de la façade, la base du clocher est roman. Le portail roman a été fortement dégradé par les Protestants pendant les Guerres de Religion : toutes les têtes sont brisées.
La sculpture du portail roman est d’inspiration méridionale. Son arrangement est factice, les emplacements des éléments ayant été bouleversés. Chacun des pieds-droits représente deux apôtres, juchés sur des lions, encadrés de colonnettes d’un riche décor antiquisant. On y trouve également des cannelures, feuilles de laurier et rinceaux, éléments du répertoire antique. Les statues du portail représentent les apôtres : 
- Saint Jean et son livre au pied-droit sud,
- Saint Pierre au nord, identifié par son nom « SCS (P)ETRUS » sur le phylactère qu’il déroule.
- Les deux autres ne sont pas identifiés, il pourrait s’agir de saint Paul et de saint Jacques le Majeur.

Ces statues, avec leur léger fléchissement des jambes, la finesse et le drapé des vêtements s’apparentent aux sculptures provençales d’Arles et de Saint-Gilles-du-Gard.
Ces pieds-droits proviendraient d’un porche architecturé, à l’image des réalisations méridionales. Ruiné au XVIe siècle, voire déjà à la fin du XIIIe siècle, on recomposa le portail tel qu’il est aujourd’hui. Quoi qu’il en soit, sa sculpture peut être datée du milieu du XIIe siècle.
Les chapiteaux des colonnettes sont surmontés de motifs de palmettes disposés en frise au-dessus de l’abaque. Ils sont historiés : 
- au nord, le Christ et les pèlerins d’Emmaüs (à noter les sacoches en bandoulière),
- au sud, des personnages combattant des dragons, et une femme au sein nus encadrée par deux serpents, symbolisant la Luxure (ces chapiteaux sont à rapprocher du style bourguignon de la nef).

### L'intérieur

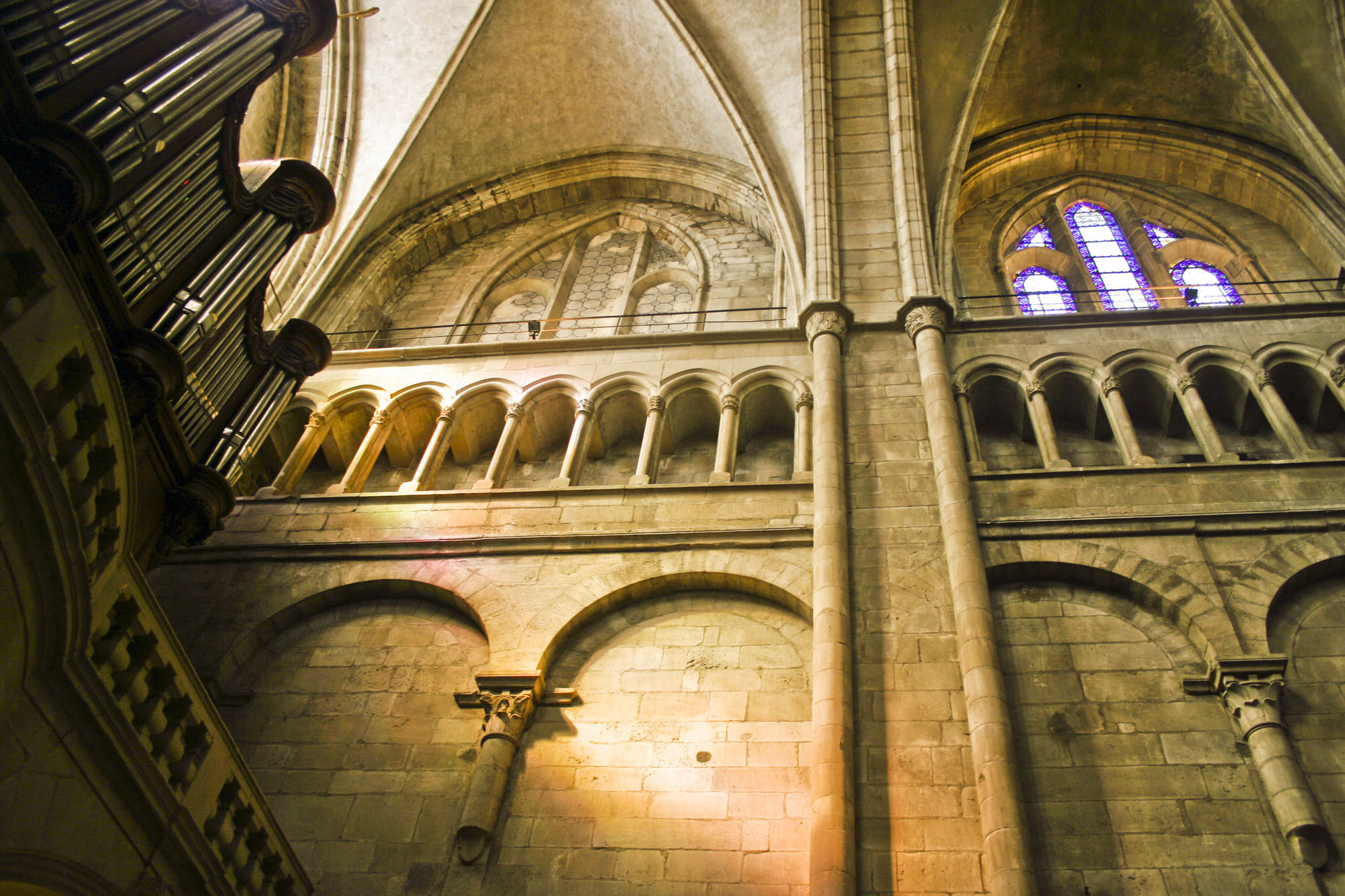
Première travée de la nef, triforium

L’église présente aujourd’hui une nef unique de quatre travées, un transept saillant et un chœur profond à abside polygonale. Les parties occidentales de l’église, notamment les parties basses de la nef, sont romanes. Le chœur, le transept et les voûtes de la nef sont gothiques.
La nef romane apparaît jusqu’à la frise à 12 mètres de hauteur, juste au-dessous du triforium. Onze colonnes engagées rythmaient le vaisseau, de part et d’autre. Reposant sur des chapiteaux engagés, une arcature aveugle de dix arcs en plein cintre couronne l’ensemble. Ces supports sans dosseret constituaient l’unique décoration de l’église. Il n’y avait ni les chapelles percées dans les murs ni les pilastres supportant les ogives gothiques.
Le grand intérêt de Saint-Barnard réside dans la collection de chapiteaux sculptés de la nef. Ils ont tous les mêmes tailloirs et la même mouluration, une doucine sous un filet.
La partie haute de la nef est gothique, avec un triforium, galerie à colonnettes formée de 160 arcades de tracé brisé ; ses chapiteaux sont décorés de fleurs, de feuilles ou de têtes humaines. La voûte d’ogives a été refaite au XVIIe siècle à l’identique.
Le transept, le chœur et l’abside sont entièrement gothiques. Le chœur et l’abside sont richement décorés de peintures du XIVe siècle, géométriquement mais sans symétrie (chevrons, cloches, spirales, damiers…), représentant la Jérusalem céleste : créneaux gardés par des anges (ailes), des saints (auréoles) ou des rois (couronnes).
Les deux portails romans au nord et au sud de la nef. 
- Le portail au sud, à décor floral, ouvre sur la chapelle du Saint Sacrement.
- Le portail Saint-Jean donne sur un passage, dans une cour privée à droite, où se situait une chapelle aujourd’hui détruite, dans le palais abbatial de Jean de Bernin.

### La chapelle du Saint Sacrement
On y entre par une porte du XIIe siècle. Cette chapelle et le résultat de la fusion de deux petites chapelles : la chapelle Saint-Maurice et la chapelle Saint-Étienne. Elle date du XIVe siècle.
- Une arcade est décorée par des fresques du XVe siècle représentant la légende des saints viennois Exupère, Félicien et Séverin (les trois doms) ; on peut y voir le pont médiéval de Romans-sur-Isère et le palais des papes à Avignon.
- un élégant pilier central avec chapiteaux à feuillages et masque
- une Mise au tombeau du XVIIe siècle (statues polychromes)
- une clé de voûte avec des personnes en train de lapider Saint-Étienne
- huit tentures brodées et peintes (fils de soie et de laine sur une toile de lin peinte) en 1555 à partir de cartons du Flamand Jean van Roon ; l’ensemble illustre les mystères de la Passion et de la Résurrection du Christ.

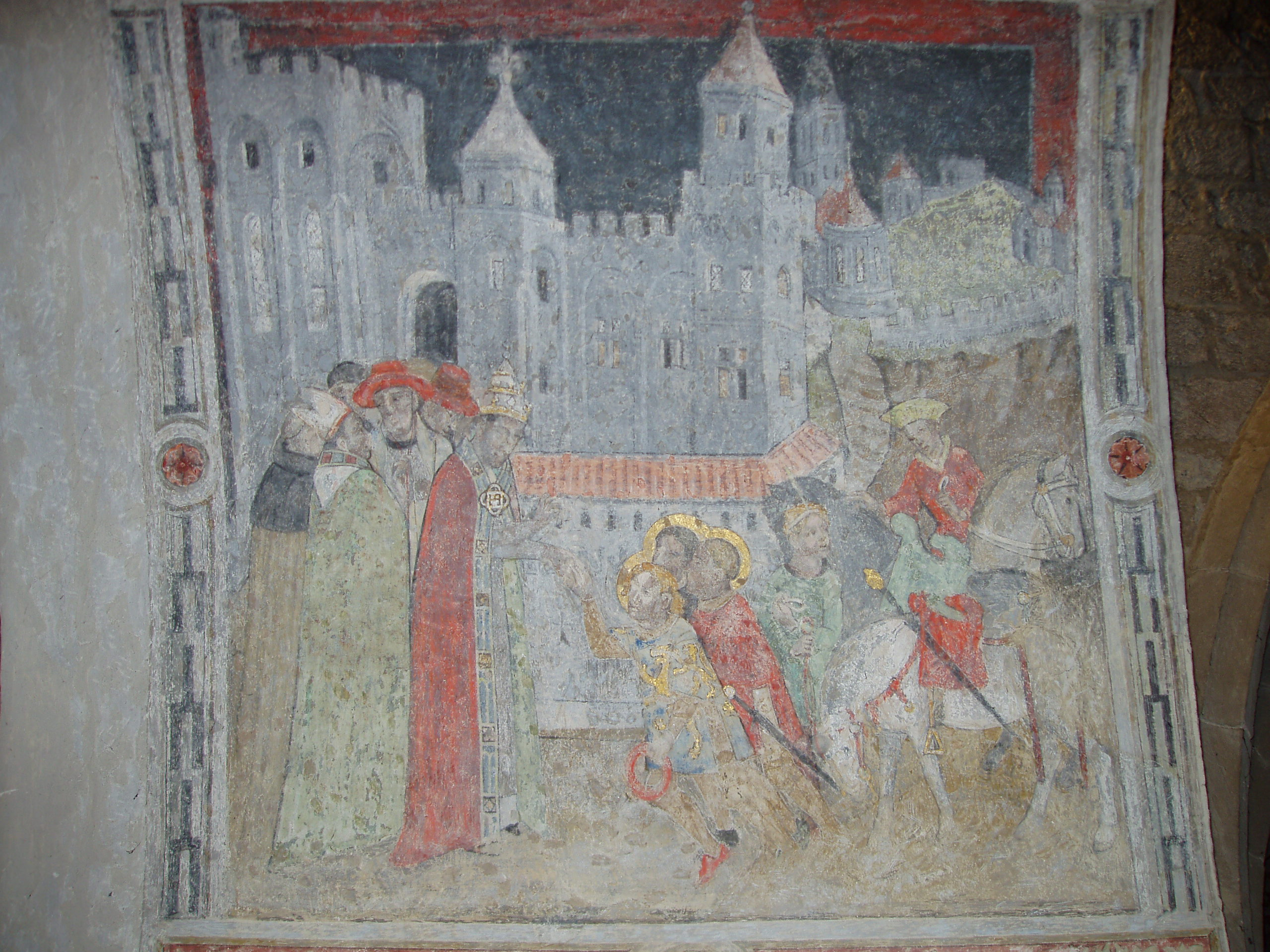
le palais des papes d'Avignon
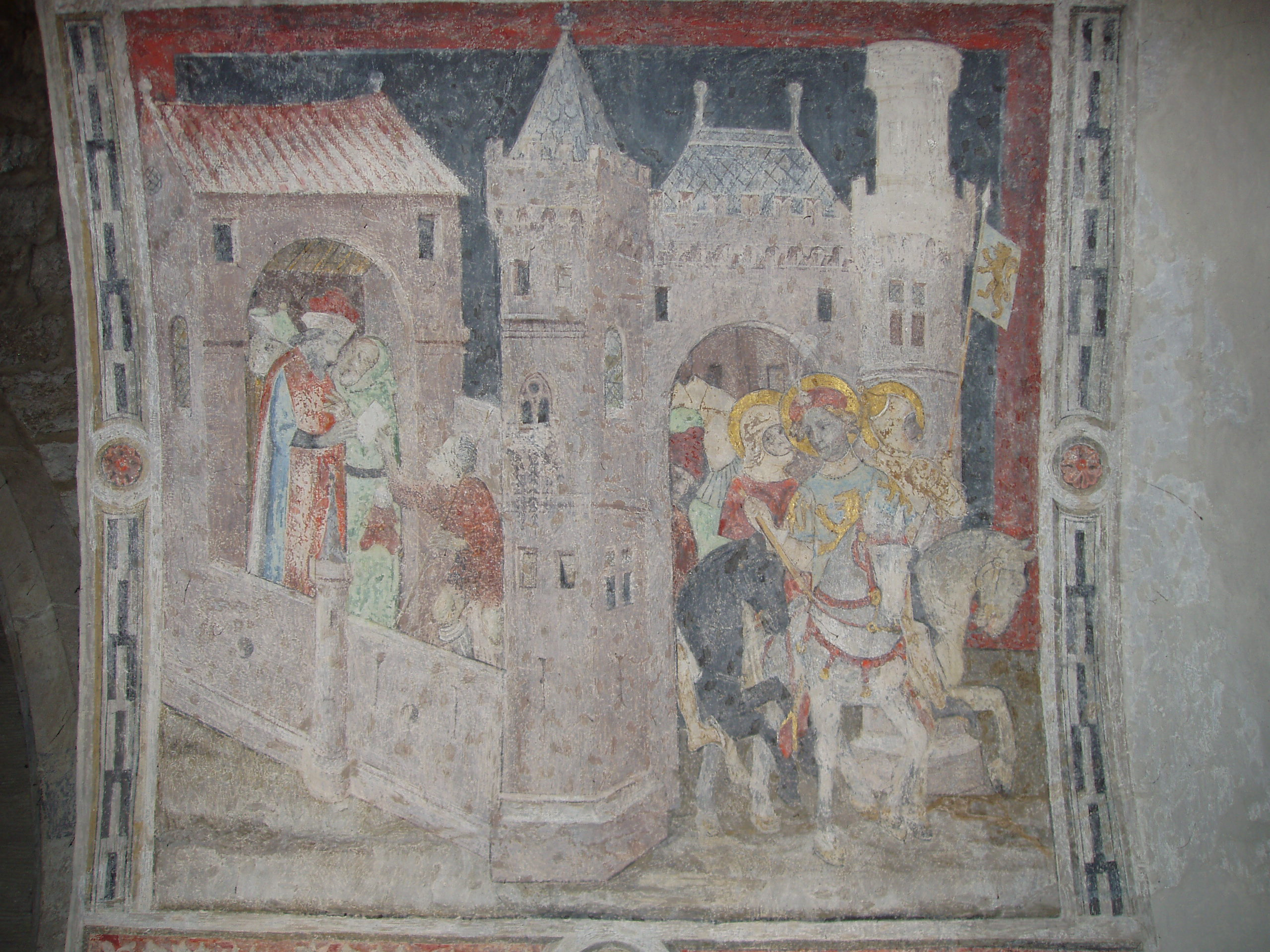
le pont médiéval de Romans
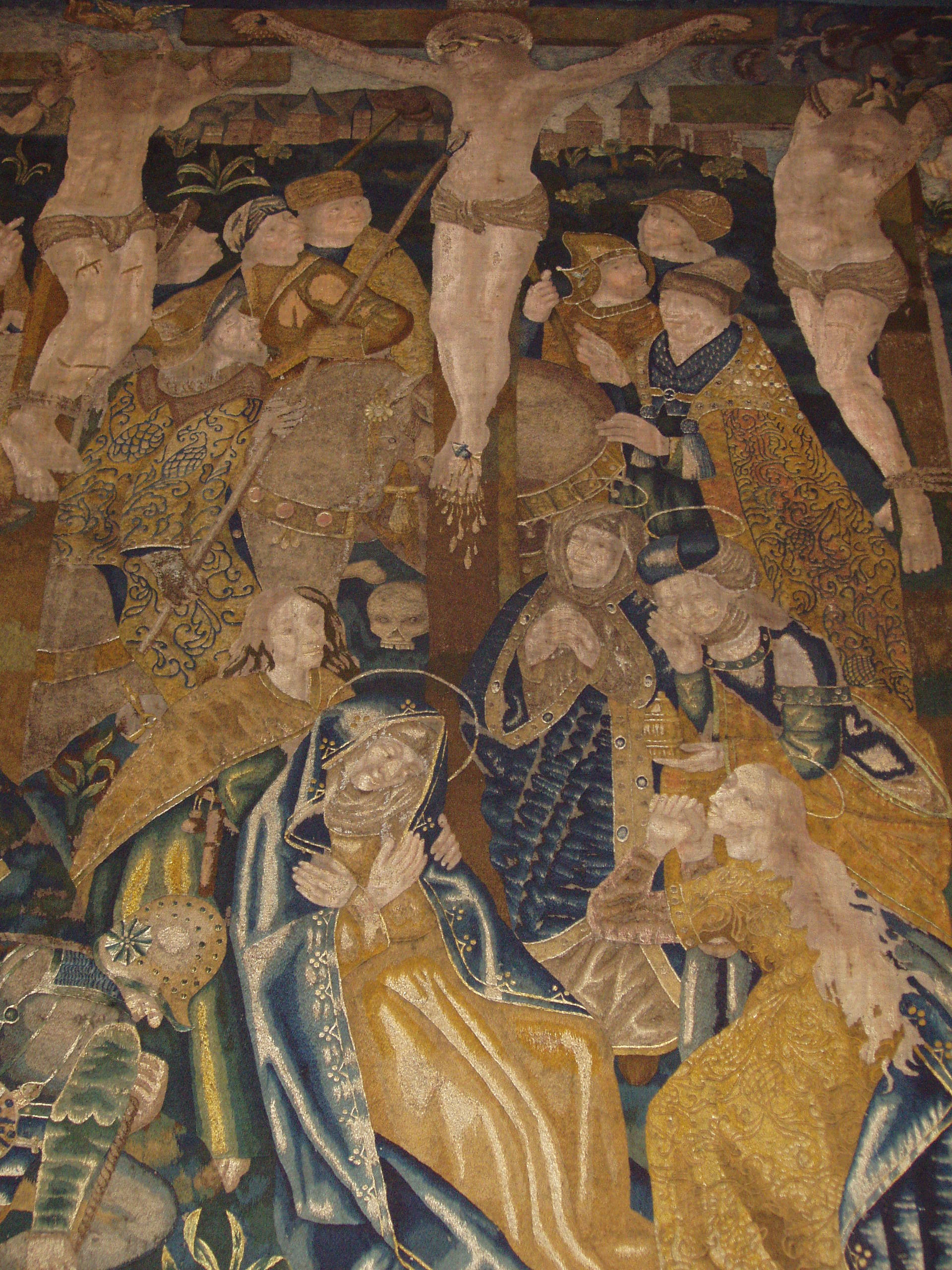
Tenture de la collégiale Saint-Barnard (détail)
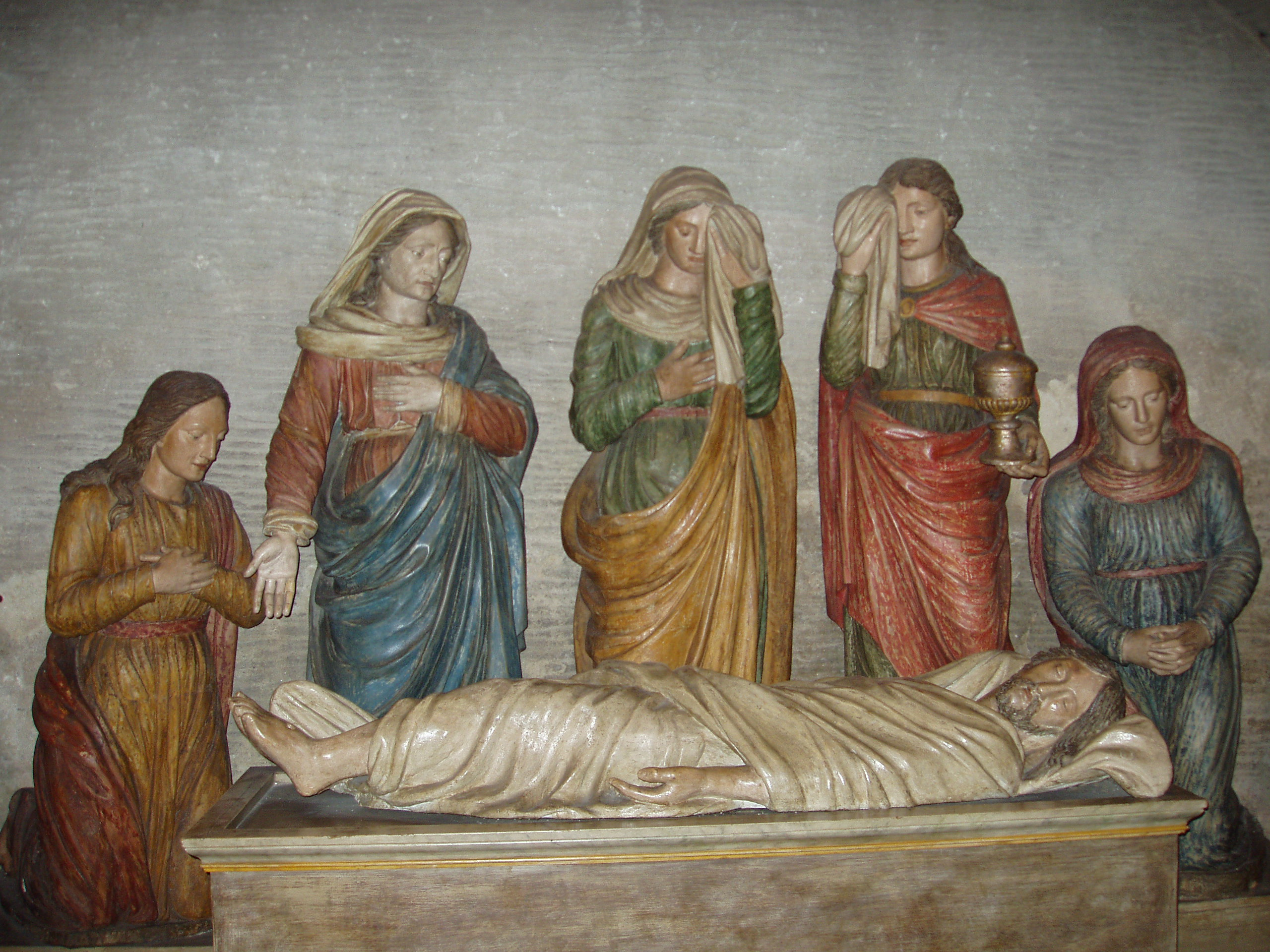
Mise au tombeau du XVIIe siècle
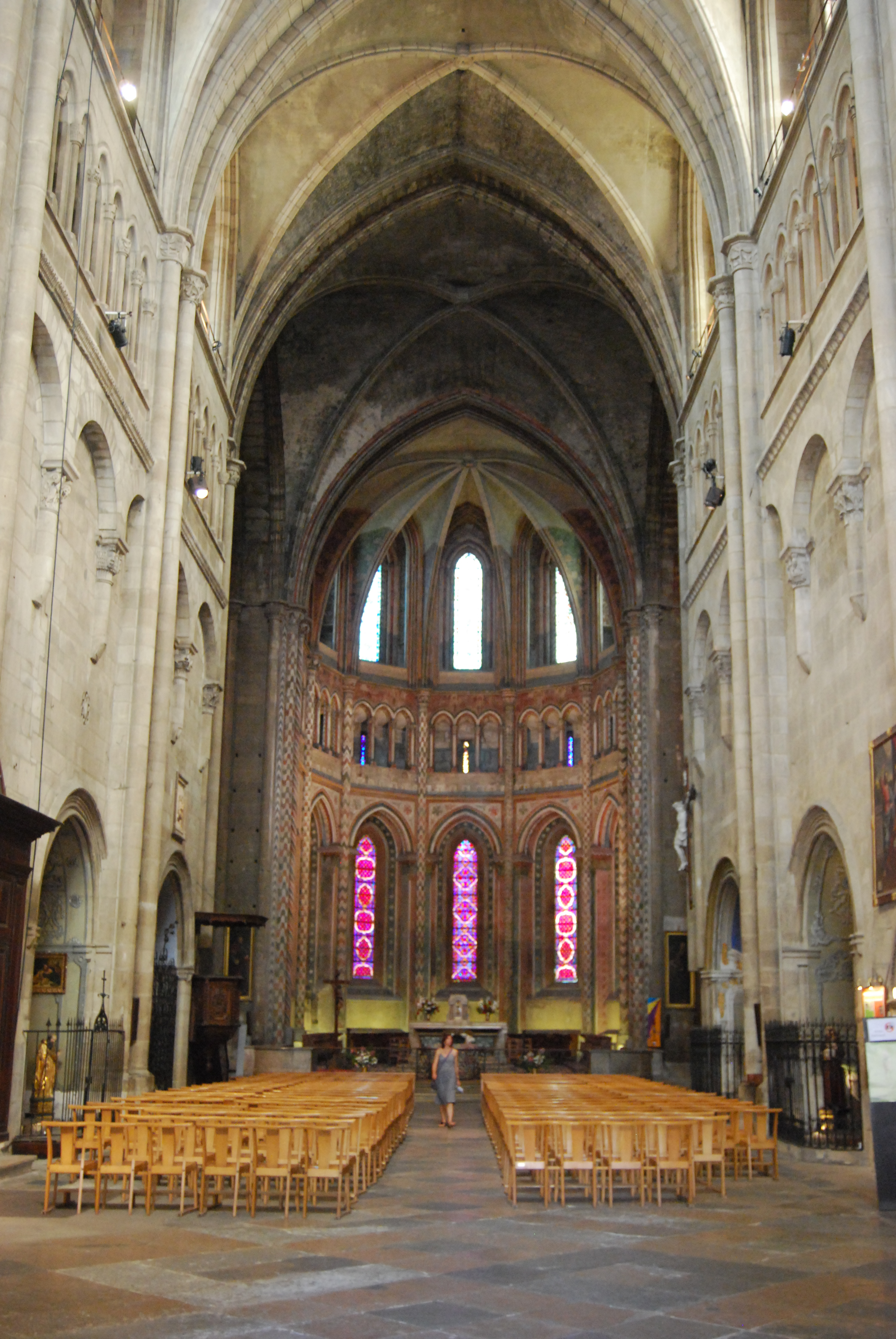
Intérieur

## Personnalités liées à la collégiale
- Henri de Sévery (? -1396) né à Sévery, mort à Rodez, fut prieur de la Collégiale Saint-Barnard de Romans, régent, vice-recteur et recteur du Comtat Venaissin, évêque de Saint-Jean-de-Maurienne puis évêque de Rodez.
- Béatrice de Hongrie